# Rosyjska rapsodia (Rachmaninow)

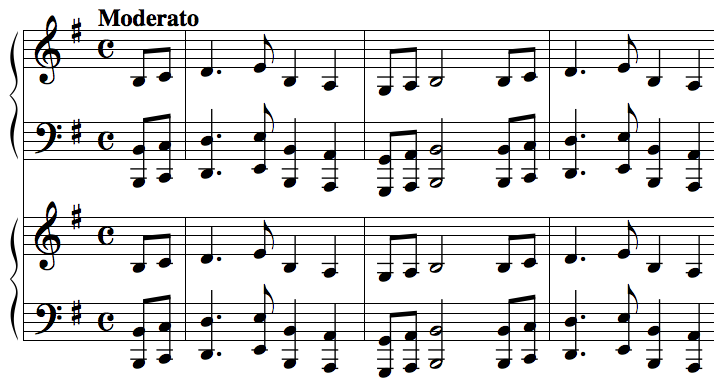
Pierwsze takty Rosyjskiej Rapsodii

Rosyjska Rapsodia – utwór na dwa fortepiany skomponowany przez Siergieja Rachmaninowa w 1891, w wieku 18 lat, podówczas studenta Konserwatorium Moskiewskiego. Jest to raczej zbiór wariacji niż pełna rapsodia. Premiera dzieła miała miejsce 29 października 1891, utwór trwa ok. 9 minut.